# Hanbury (Staffordshire)
Hanbury is een civil parish in het Engelse graafschap Staffordshire.